# Ricardo Jallath
Ricardo Jallath es un deportista mexicano que compitió en taekwondo. Ganó una medalla de plata en los Juegos Panamericanos de 1987 en la categoría de –54 kg.

## Palmarés internacional
| Juegos Panamericanos | Juegos Panamericanos          | Juegos Panamericanos | Juegos Panamericanos |
| Año                  | Lugar                         | Medalla              | Categoría            |
| -------------------- | ----------------------------- | -------------------- | -------------------- |
| 1987                 | Indianápolis (Estados Unidos) | Medalla de plata     | –54 kg               |